# Опасный Генри
«Опасный Генри» (англ. Henry Danger) — американский комедийный телесериал канала Nickelodeon. Премьера сериала в США состоялась 26 июля 2014 года, а в России 9 января 2015 года.

## Сюжет
Сюжет «Опасного Генри» сосредоточен на 13 летнего подростка по имени Генри, который обладает экстраординарными способностями и использует их для борьбы с преступностью и несправедливостью. Несмотря на свои героические действия, Генри по-прежнему сталкивается со многими проблемами в личной жизни, в том числе совмещает свои обязанности супергероя со своей школьной и семейной жизнью. Жизнь Генри полна приключений и волнений, но в ней также много опасностей и трудностей, и Генри всегда должен использовать свои силы и навыки во благо. В разгар своих приключений Генри осознает важность дружбы и семьи и стремится оставаться добрым и самоотверженным героем, даже когда может потребоваться личная жертва.

## Персонажи сериала

### Главные герои
- Генри Пруденс Харт («Опасный Малый») (Джейс Норман) — 13-летний подросток (позже 17-летний парень), который является помощником Капитана Чела. Живёт в Холмогорске с родителями и младшей сестрой. Имел суперспособность — гипермобильность. Получил её от шаманов в 8 серии 3-го сезона, но потерял её в 7 серии 5-го сезона. Отважный, всегда приходит на помощь тем, кто в беде, но в то же время любит славу и внимание. Работает под прикрытием в магазине «Чепуха». В финале вместе с капитаном дрался с Дрексом на дирижабле, после того, как Дрекс упал, дирижабль был порван и летел прямо на детский госпиталь, Генри решил пожертвовать собой, но Рэй убеждал его не делать этого и самому умереть, но Генри активировал ему парашют и Рэй улетел, а Генри спас Детский госпиталь. Все подумали, что Опасный Малый погиб, но Генри остался жив, ведь он спасся с помощью новой суперсилы и решил вместе с Шарлоттой и Джаспером отправится в новый город, чтобы защищать его от преступности
- Рэймонд «Рэй» Эстер Манчестер («Капитан Чел») (Купер Барнс) — 33-летний супергерой (позже 37-летний), который тренирует Генри. Имеет необычную суперспособность — неуязвимость. Стал неуязвимым из-за инцидента на работе отца-ученого. Имеет Чел-пещеру, которая находится под магазином «Чепуха». Отважный, всегда приходит на помощь тем, кто в беде, но в то же время любит славу и внимание. В финале вместе с Опасным Малым дрался с Дрексом на дирижабле, убеждал Генри не жертвовать собой, а самому умереть, но Генри активировал ему парашют, и он улетел, позже вместе со Швозом стал обучать четырех новых напарников борьбе против преступности.
- Шарлотта Пейдж (Рил Даунс) — лучшая подруга Генри. Она саркастична и очень умна. В 3-й серии 1-го сезона Шарлотта узнаёт о секрете Генри и получает работу в качестве менеджера Генри и Рэя. Часто пытается доказать свою способность быть важной в команде. В финале вместе с Генри и Джаспером отправились в новый город чтобы бороться с преступностью. Также она стала киборгом.
- Джаспер Данлоп (Шон Райан Фокс) — лучший друг Генри. Большой фанат Капитана Чела. Полон идей, которые зачастую являются нелепыми. В первом сезоне имел странное хобби — коллекционирование вёдер. Узнаёт о секрете Генри в последней серии 2-го сезона. С тех пор работает в магазине «Чепуха» как продавец. В финале вместе с Генри и Шарлоттой отправились в новый город, чтобы бороться с преступностью.
- Пайпер Харт (Элла Андерсон) — 9-летняя (позже 13-летняя), своевольная младшая сестра Генри. Поклонница Капитана Чела и Опасного Малого. С 12-й серии 1-го сезона стала президентом клуба фанатов Капитана Чела и Опасного Малого. Обладает неуравновешенным характером и часто срывается на близких. Гоняется за современными тенденциями. Не любит выходки Джаспера. В 21-й серии 5-го сезона Пайпер узнаёт о секрете Генри и состоит в команде Капитана Чела и Опасного Малого. В финале улетела во Флориду.
- Швоз Шварц (Майкл Коэн) — работник Рэя, который обрабатывает различные оборудования в Чел-пещере. Появился в 9-й серии 1-го сезона. Стал главным героем с 5-го сезона. В финале вместе с Рэем стал обучать четырех новых напарников борьбой с преступностью.

### Второстепенные персонажи
- Джейк Харт (Джеффри Николас Браун) — отец Генри и Пайпер.
- Крис Харт (Келли Салливан) — мать Генри и Пайпер.
- Трент Оверандер (Уинстон Стори) — журналист, который сообщает о новостях Холмогорска и о героических действиях Капитана Чела и Опасного Малого. Коллега Мэри.
- Мэри Гэперман (Кэрри Бэрретт) — журналистка, которая сообщает о новостях Холмогорска и о героических действиях Капитана Чела и Опасного Малого. Коллега Трента. Наивна и глупа.
- Шарона Шейпен (Джилл Бенжамин) — учительница истории в Холмогорской средней школе.
- Митчел «Митч» Билски (Эндрю Колдуэлл) — школьный хулиган. Является младшим братом Джеффа Билски.
- Сидни Бирнбаум (Джо Каприлиан) — странный и причудливый одноклассник Генри. Лучшим другом является Оливер. Разделяет с ним сходные черты личности.
- Оливер Пук (Мэттью Чжан) — странный и причудливый одноклассник Генри. Лучшим другом является Сидни. Разделяет с ним сходные черты личности. Ест жуков.
- Бьянка (Мейв Томалти) — бывшая девушка Генри. В семнадцатой серии 2 сезона говорится, что она уезжает сниматься в последнем сезоне реалити-шоу «Дети в лесу».
- Хлоя Хартман (Джэйд Петтиджон) — бывшая девушка Генри. Снимается в реалити-шоу «Дети в лесу».
- Гуч (Дункан Браво) — кассир в магазине «Чепуха», который работает с Рэем. Когда поступает сигнал тревоги, Гуч сообщает об этом Рэю. Имеет племянника по имени Бенджи и насекомоядное растение по имени Омар. Появлялся лишь в 1-м сезоне.

### Антагонисты
- Дрекс (Томми Волкер[1]) — бывший напарник Рэя Манчестера (или же «Капитана Чела»). Будучи его напарником ещё тогда проявлял злобный характер. В 8-й серии 4-го сезона стал таким же неуязвимым как и Рэй во время попытки предотвратить неуязвимость Рэя. В финале возвращается и мстит Генри и Рэю.
- Доктор Миньяк (Майк Остроски) — преступник. Безумный учёный. В финале был на похоронах Опасного Малого. В 16-м выпуске 4-го сезона выясняется, что его полное имя - Доктор Горацио Т. Миньяк
- Сестра Кохорт (Эмбер Бела Мус) — помощница Доктора Миньяка.
- Карапуз (Бен Жиру) — преступник. Раннее носил подгузник. В финале был на похоронах Опасного Малого.
- Рик Твитлер (Дэвид Блу) — преступник. Миллиардер, который создал социальную платформу «Твитфлэш». Однако несмотря на это его цель уничтожить интернет.
- Джеффри «Джефф» Билски (Райан Грассмейер) — преступник, которого принято считать самым глупым преступником в Холмогорске. Является старшим братом Митча Билски. В финале был на похоронах Опасного Малого.
- Времяпрыгер (Джоуи Рихтер) — преступник, создавший машину времени. Любит шутить про время.
- Вандал (Джош Фингерхат) — предводитель воинов краски, которые находятся в тюрьме. Жил с мамой и ленивым оператором.
- Франкини (Фрэнки Гранде) — преступник. Звезда интернета.
- Вероника (Мэдисон Исман) — воин краски. Становится девушкой Опасного Малого. Расстаются во 2-м сезоне, после того как её арестовывают.

## Список сезонов
| Сезон | Серии | Серии | Даты показа      | Даты показа     |
| Сезон | Серии | Серии | Первая серия     | Последняя серия |
| ----- | ----- | ----- | ---------------- | --------------- |
| 1     | 25    | 25    | 26 июля 2014     | 16 мая 2015     |
| 2     | 20    | 20    | 12 сентября 2015 | 17 июля 2016    |
| 3     | 19    | 19    | 17 сентября 2016 | 7 октября 2017  |
| 4     | 20    | 20    | 21 октября 2017  | 20 октября 2018 |
| 5     | 39    | 39    | 3 ноября 2018    | 21 марта 2020   |

## Производство
Премьера второго сезона состоялась 12 сентября 2015 года. 2 марта 2016 года телесериал был продлён на третий сезон. Премьера третьего сезона состоялась 17 сентября 2016 года. 16 ноября 2016 года сериал был продлён на 4 сезон, премьера которого состоялась 21 октября 2017 года. Сериал закончился 21 марта 2020 года на 5 сезоне.

## Трансляция
В Канаде сериал транслируется на канале YTV. В Австралии и Новой Зеландии премьера состоялась 24 января 2015 года на канале Nickelodeon. В Великобритании и Ирландии премьера телесериала состоялась 16 февраля 2015 года на Nickelodeon, а в США 4 мая 2015 года.

## Награды
| Год  | Награда             | Категория                 | Номинирован   | Результат | Источник |
| ---- | ------------------- | ------------------------- | ------------- | --------- | -------- |
| 2015 | Kids' Choice Awards | Любимое ТВ-шоу            | Опасный Генри | Номинация | [ 11 ]   |
| 2016 | Kids' Choice Awards | Любимое ТВ-шоу            | Опасный Генри | Номинация | [ 12 ]   |
| 2017 | Kids’ Choice Awards | Любимое детское ТВ-шоу    | Опасный Генри | Победа    | [ 13 ]   |
| 2018 | Kids' Choice Awards | Любимое ТВ-шоу            | Опасный Генри | Номинация |          |
| 2019 | Kids' Choice Awards | Любимое комедийное ТВ-шоу | Опасный Генри | Номинация | [ 14 ]   |
| 2020 | Kids' Choice Awards | Любимое ТВ-шоу            | Опасный Генри | Победа    |          |